# Lexus LF-Ch
Pour les articles homonymes, voir Lexus LF.
La Lexus LF-Ch est un concept-car qui préfigure la CT, concurrente des Audi A3 et BMW Série 1. Cette berline compacte dispose de moteurs essence, Diesel et hybride.